# Phát thanh quốc tế
Truyền thông quốc tế là truyền thông được phát bằng tín hiệu radio sóng dài hoặc được truyền qua vệ tinh nhân tạo hay Internet trong những năm gần đây đến thính giả nước ngoài.